# Passerida
Passerida é um clado de pássaros da ordem Passeriformes. Na taxonomia de Sibley-Ahlquist era categorizado como "parvordem".

## Classificação
Sibley & Ahlquist (1990) identificaram três superfamílias dentro da Passerida: Sylvioidea, Muscicapoidea e Passeroidea. Jonsson e Fjeldsa (2006) confirmaram o arranjo das três superfamílias, entretanto, identificaram duas famílias que não se alinhavam a nenhuma das superfamílias, Regulidae e Hyliotidae.
- Família Hyliotidae
- Família Regulidae
- Superfamília Sylvioidea
- Superfamília Muscicapoidea
- Superfamília Passeroidea